# Ioannis Tomaras
Ioannis Tomaras, auch Giannis Tomaras (griechisch Ιωάννης Τομαράς, * 22. Januar 1947 in Athen), ist ein ehemaliger griechischer Fußballspieler.

## Karriere

### Verein
Tomaras spielte im Seniorenbereich ausschließlich für Panathinaikos Athen und kam von 1968 bis 1974 in der Alpha Ethniki, der seinerzeit höchsten Spielklasse im griechischen Fußball, zum Einsatz. Während seiner sechs Jahre währenden Zugehörigkeit gewann er dreimal die Meisterschaft und einmal den nationalen Vereinspokal, der am 9. Juli 1969 nach Losentscheid gegen Olympiakos Piräus errungen werden konnte, nachdem es trotz Verlängerung beim 1:1 unentschieden geblieben war.
International bestritt er elf Spiele im Wettbewerb um den Europapokal der Landesmeister, 1969/70 (zwei-) und 1970/71 (neunmal). Unter Trainer Ferenc Puskás bestritt er alle Hin- und Rückspiele sowie das Finale, das am 2. Juni 1971 im Wembley-Stadion vor 83.179 Zuschauern mit 0:2 gegen Ajax Amsterdam verloren wurde.
Da Ajax Amsterdam auf das Finalspiel um den Weltpokal gegen den Copa-Libertadores-Sieger Nacional Montevideo aus Uruguay verzichtet hatte, kam er mit seiner Mannschaft als unterlegener Europapokalfinalist zum Zuge. Wurde das Hinspiel am 15. Dezember 1971 im Karaiskakis-Stadion von Piräus mit 1:1 offen gehalten, so wurde das Rückspiel am 29. Dezember 1971 – in dem er nicht mitwirkte – im Estadio Centenario von Montevideo mit 1:2 verloren, wie auch der erste internationale Pokal.

### Nationalmannschaft
Für die A-Nationalmannschaft bestritt er drei Länderspiele, wobei er am 22. November 1970 in Piräus bei der 1:3-Niederlage gegen die Nationalmannschaft Deutschlands debütierte. Im selben Jahr spielte er am 9. Dezember an selber Stätte beim 1:1-Unentschieden gegen die Nationalmannschaft Zyperns als Einwechselspieler ab der 46. Minute. Seinen letzten Einsatz als Nationalspieler hatte er am 30. September 1971 in Thessaloniki bei der 0:1-Niederlage gegen die Nationalmannschaft Mexikos.

## Erfolge
- Finalist Weltpokal 1971
- Finalist Europapokal der Landesmeister 1971
- Griechischer Meister 1969, 1970, 1972
- Griechischer Pokal-Sieger 1969